# Exochus velatus
Exochus velatus là một loài tò vò trong họ Ichneumonidae.